# Paul Heidemann

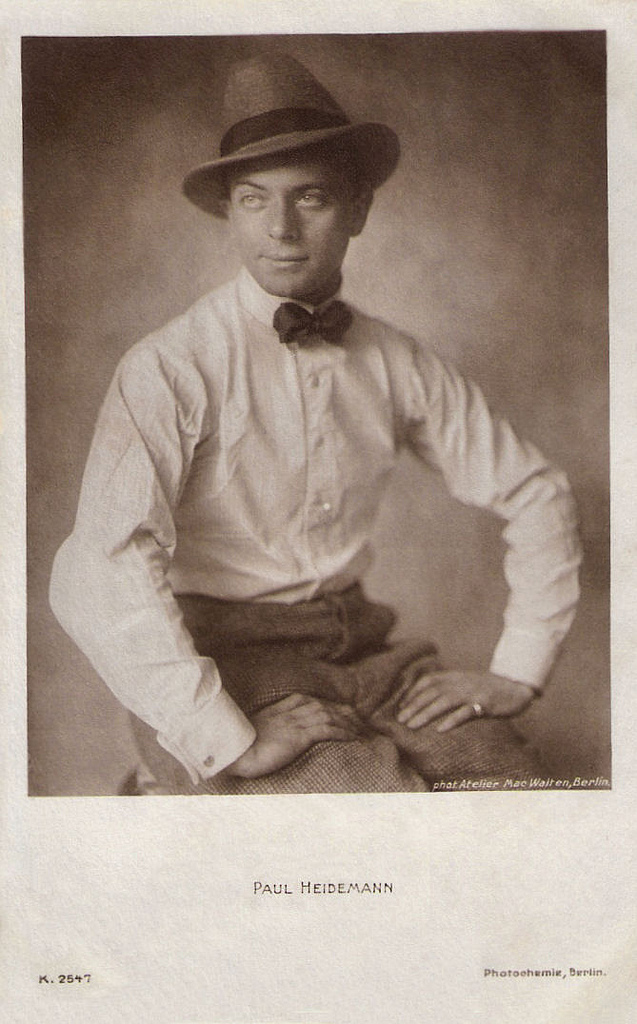
Paul Heidemann ca. 1928

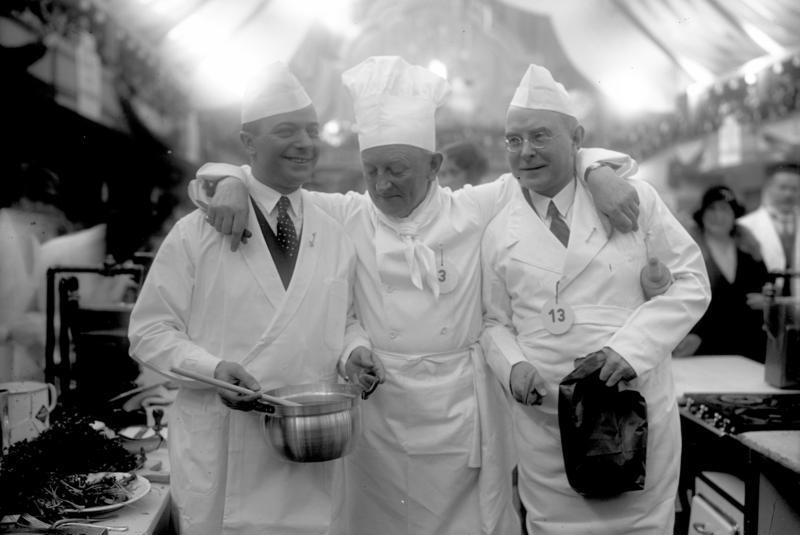
Paul Heidemann (links) mit Otto Gebühr (Mitte) und Wilhelm Bendow (1931)

Paul Heidemann (* 26. Oktober 1884 in Köln; † 20. Juni 1968 in Berlin) war ein deutscher Schauspieler, Filmregisseur und Filmproduzent.

## Leben
Nach einer Kaufmannslehre in der Zigarrenbranche nahm er Schauspielunterricht beim Meininger Hofschauspieler Leopold Teller. Er gab sein Debüt 1906 in Hanau als Erbprinz Karl-Heinz in der Operette Alt-Heidelberg.
1909 kam er ans Schauspielhaus Breslau, wo er in Bruno Granichstaedtens Operette Bub oder Mädel sang. Heidemann erwarb sich hier den Ruf eines begabten Komödianten und wurde auf Empfehlung des Komponisten Jean Gilbert 1911 nach Berlin geholt. Dort debütierte er in Gilberts Stück Die keusche Susanne.
Franz Porten entdeckte ihn für den Film, wo er 1912 in Das Brandmal ihrer Vergangenheit seine erste Hauptrolle spielte. Von 1914 bis 1918 spielte er vor allem die komischen Titelfiguren in den Lustspielserien „Teddy“ und „Paulchen“. Es existiert ein frühes Crossover, der Film Paul und Teddy, in dem Heidemann beide in einer Doppelrolle spielt. Manchmal führte er auch Regie.
In den 20er Jahren wurde Heidemann zum Nebendarsteller, der jahrzehntelang in einer Vielzahl von Filmen aller Art, besonders aber in Komödien zu sehen war. Gleichzeitig spielte er an Berliner Bühnen, vorwiegend in Operetten.
Während des Zweiten Weltkrieges arbeitete Heidemann erneut zusätzlich als Filmregisseur und inszenierte einige Lustspielstoffe. In den 50er Jahren übernahm er noch einmal Rollen sowohl in mehreren bundesdeutschen Produktionen als auch in einigen Filmen der DEFA.

## Filmografie (Auswahl)
- 1912: Das Brandmal ihrer Vergangenheit
- 1913: Das Teufelsloch
- 1914: Angelas Mietgatte (Regie)
- 1914: Ihr Unteroffizier
- 1914: Die beiden Schwestern
- 1914: Teddy als Filmoperateur
- 1914: Teddy chloroformiert seinen Vater
- 1914: Teddy ist herzkrank
- 1914: Teddy lässt Mäuse tanzen
- 1914: Teddy und die Filmschauspielerin
- 1914: Teddys Himmelfahrt
- 1914: Teddys Hochzeitsmorgen
- 1914: Teddys Verlobungsfahrt
- 1915: Teddy im Schlafsofa
- 1915: Teddys Frühlingsfahrt
- 1915: Teddys Geburtstagsgeschenk
- 1916: Der bestrafte Don Juan
- 1916: Teddy … sein Diener
- 1916: Teddy geht zum Theater
- 1916: Teddy und der Rosenkavalier
- 1916: Teddy und die Hutmacherin
- 1916: Teddy wird verpackt (Darsteller, Regie)
- 1916: Teddy züchtet Notkartoffeln
- 1916: Teddy’s Badeabenteuer
- 1916: Wie Teddy zu einer Frau kam
- 1916: Paulchen Semmelmann
- 1916: Die Entdeckung Deutschlands
- 1916: Dorritchens Vergnügungsreise (Regie)
- 1917: Ein Jagdausflug nach Berlin (Regie)
- 1917: Paul und Teddy
- 1917: Paulchen im Liebesrausch
- 1917: Paulchen, der Mohrenknabe
- 1918: Paulchen heiratet seine Schwiegermutter
- 1918: Paulchen Pechnelke
- 1918: Paulchens Millionenkuss
- 1918: Paulchen Semmelmanns Flegeljahre
- 1919: Los vom Weibe (Regie, Produktion)
- 1920: Der Dummkopf
- 1920: S. M. der Reisende
- 1921: Die Bergkatze
- 1922: So sind die Männer
- 1923: Die Fledermaus
- 1923: Der Sprung ins Leben
- 1923: Die Spitzen der Gesellschaft (Regie, Produktion)
- 1924/1925: Der behexte Neptun. Paulchen als Sportsmann
- 1925: Die vertauschte Braut
- 1926: Der Ritt in die Sonne
- 1926: Die dritte Eskadron
- 1926: Der lachende Ehemann
- 1927: Klettermaxe
- 1927: Eine kleine Freundin braucht ein jeder Mann (Darsteller, Drehbuch, Regie, Produktion)
- 1927: Frühere Verhältnisse
- 1928: Unter der Laterne
- 1929: Die Flucht vor der Liebe
- 1930: Die große Sehnsucht
- 1930: Pension Schöller
- 1930: Der keusche Josef
- 1930: Hans in allen Gassen
- 1931: Ihre Hoheit befiehlt
- 1931: Er und sein Diener
- 1932: Die Wasserteufel von Hieflau
- 1933: Ganovenehre
- 1933: Heimkehr ins Glück
- 1934: Zwischen zwei Herzen
- 1934: Pipin der Kurze
- 1934: Prinzessin Turandot
- 1934: Da stimmt was nicht
- 1936: Spiel an Bord
- 1937: Der Unwiderstehliche
- 1937: Der Lachdoktor
- 1938: Liebesbriefe aus dem Engadin
- 1939: Schneider Wibbel
- 1940: Mein Mann darf es nicht wissen (Regie)
- 1941: Krach im Vorderhaus (Regie)
- 1942: Weiße Wäsche (Regie)
- 1943: Floh im Ohr (Regie)
- 1949: Madonna in Ketten
- 1950: Die Frau von gestern Nacht
- 1950: Es begann um Mitternacht
- 1951: Es geht nicht ohne Gisela
- 1951: Königin einer Nacht
- 1952: Wenn abends die Heide träumt
- 1952: Der fröhliche Weinberg
- 1952: Heimweh nach Dir
- 1953: So ein Affentheater
- 1953: Christina
- 1953: Der keusche Josef
- 1954: Die süßesten Früchte
- 1954: Ännchen von Tharau
- 1954: Rittmeister Wronski
- 1955: Ein Polterabend
- 1955: Premiere im Metropol
- 1955: Oh – diese „lieben“ Verwandten
- 1956: Heimliche Ehen
- 1956: Junges Gemüse
- 1956: Der Mustergatte
- 1957: Bärenburger Schnurre
- 1958: Meine Frau macht Musik
- 1958: Piefke, der Schrecken der Kompanie
- 1958: Das Stacheltier: Abenteuer auf dem Mond
- 1961: Die göttliche Jette